# ساهامامی
ساهامامی (به لاتین: Sahamamy) یک منطقهٔ مسکونی در ماداگاسکار است که در آلائوترا-مانگورو واقع شده‌است. ساهامامی ۴٬۰۰۰ نفر جمعیت دارد.